# Велтлинерская резня
Велтринерская резня (нем. Veltriner Mord) — массовое убийство протестантов в Государстве Трех Лиг католическим большинством, произошедшее в 1620 году. По разным данным, в результате гонений были убиты и изгнаны от 300 до 600 человек. Данное событие послужило поводом к тому, что позднее Граубюнден стал одним из театров военных действий Тридцатилетней войны, где развернулось противостояние Франции и Испании.

## Реформация
После того, как в Европе разгорелась Реформация, Государство Трех Лиг не стало исключением и так же переживало внутренние конфликты из за религиозных противоречий в обществе. Регион представлял стратегическую важность для крупных европейских государств ввиду того, что позволял контролировать стратегически важные горные ущелья. В это время Испанией и Австрией правила династия Габсбургов, которые стремились связать свои владения не только морскими, но и сухопутными путями для переброски войск в случае конфликтов. Через Вальтеллину, в то время находящуюся в составе Государства Трех Лиг, проходил самый удобный путь из Италии в испанские владения в Нидерландах. Франция и Австрия желали закрепиться в этом регионе, поддерживая при этом определенные религиозные течения. Протестантов поддерживала Франция, в то время как католическая партия имела поддержку со стороны Католической Австрии.
Правительство Государства Трех Лиг оказывало симпатии по отношению к протестантам, что вызывало недовольство католической части населения. Идеи Реформации предполагали отчуждение от церкви ее земель и богатств, а также свободу вероисповедания, что крайне критически воспринималось католиками. Позднее правительством Трех Лиг оказывалось различное противодействие Контрреформации на основании разграничения церковных земель и их территориального деления. Реформаторское правительство запретило католикам на территории государства посещать некоторые церковные приходы, многие ордена, наподобие иезуитов, были лишены крова и выдворены за пределы государства.
Католическая общественность ближайших стран была озадачена и напугана распространением "еретических учений" в Альпах, при этом особое внимание к региону оказывала Испания, незадолго до этого покорившая Миланское герцогство и пользовавшаяся поддержкой Папы Римского. Реформаторы использовали территорию Трех Лиг для печати и последующего распространения различных запрещенных материалов на территории Италии, таким образом превращая данный регион в Альпах в плацдарм для распространения Реформации в южных регионах Центральной Европы.
Хотя протестанты положительно восприняли распространение их учения в Альпах, местное население, преимущественно католическое, все более агрессивно относилось к проводимым реформам. Реформация коснулась преимущественно образованных кругов и ряда благородных семей Вальтеллины. В народе же людей, принявших новые догмы, воспринимали как врагов государства.

## Австрийское вмешательство
Стратегически важное расположение долины, контроль над которой позволил бы Габсбургам перебрасывать свои силы практически беспрепятственно между различными театрами военных действий, определило большую значимость долины в планах экспансии Австрии и Испании. Реформистская партия активно продавливала восстановления союза с Венецией, истекшего в 1613 году, что помогло бы укрепить положение государства.
Испания первой пошла на эскалацию конфликта, закрыв границы в своих владениях в Миланских землях для торговли с Тремя Лигами, что создало угрозу для альпийского государства. В ответ на это по Лигам прокатилась волна задержаний и казней испанских поданных. В течение следующих нескольких месяцев 1618 года шли судебные разбирательства относительно задержанных, несколько видных деятелей Католической партии умерли под пытками, всего же осуждено и казнено было порядка 157 человек. Те, кого не успели схватить, бежали в соседние католические страны, в большинстве своем в Швейцарскую Конфедерацию и в Австрию, где они позднее начали агитировать за военное интервенцию в Государство Трех Лиг.
Австрия пристально следила за разворачивающимися в Альпах событиями. В 1619 году Императором был избран Фердинанд II, известный своей нетерпимостью к Реформации. За время его правления из всех подконтрольных Габсбургом земель было изгнано большое количество протестантов. Именно к нему обратились за помощью беженцы из Альп, после чего он начал разрабатывать план о вторжении в Лиги с целью укрепления там католической веры.

## Гонения на протестантов
После гонений на католиков и их казней в рядах реформаторов появился раскол. Еще больше он усугублялся агрессивным настроением жителей государства, явно недовольных произошедшими изменениями. Прибывающие за рубежом беженцы-католики начали подкупать своих одноверцев-аристократов для того, чтобы они организовали государственный переворот и свергли Реформаторскую верхушку. Одновременно с этим, согласно плану австрийского императора, жители Вальтеллины должны были при поддержке испанских войск начать изгонять граубюндцев и их вооруженных формирования с территории государства.
Ночью с 18 на 19 июля 1620 года началось католическое восстание. Мятежники захватили городские ворота и начали бить набат. Это послужило сигналом для действия для всех восставших, которые начали массовые убийства реформаторов и протестантов. Жертвой резни стали окружной судья Граубюндена и еще ряд должностных лиц, в том числе трибуны Тиран и Теглио.